# Olivia Scott Welch
Olivia Scott Welch (Hurst, Texas, 11 de febrero de 1998), también conocida simplemente como Olivia Welch, es una actriz estadounidense, reconocida principalmente por su interpretación de Samantha «Sam» Fraser en la trilogía de películas slasher de La calle del terror (2021) de Netflix.

## Biografía y carrera
Welch nació en Texas, Estados Unidos, el 10 de febrero de 1998 en el pequeño suburbio de Hurst, entre Dallas y Fort Worth, con padres y abuelos amantes del cine, por lo que pronto se interesó por el arte y, en particular, por la actuación. A los 11 años tomó sus primeras clases de actuación y durante su adolescencia viajó en algunas ocasiones a Los Ángeles, participando en series de televisión como Marvel's Agent Carter y Modern Family. Después de graduarse de la escuela, se mudó a California para seguir una carrera profesional.
En 2019 obtuvo el papel protagónico de Sam Fraser en la trilogía de películas de La calle del terror, que se estrenó en julio de 2021 en Netflix; la historia empieza en 1994 y se centra en un grupo de jóvenes atormentados por una maldición y un misterio de más de 300 años que acecha a su pueblo, en cuya época actual Sam es perseguida por asesinos de distintas épocas y Deena busca salvarla de aquella maldición.
Asimismo, protagonizó la serie de televisión Panic en el personaje de Heather Nill, basada en la novela homónima de Lauren Oliver, que se estrenó el 28 de mayo de 2021 en Amazon Prime Video.
En 2021, se informó que obtuvo el papel protagónico en la próxima película The Blue Rose como la detective Lilly, la cual se sitúa en la década de 1950 y mezcla diversos géneros como la ficción y el horror; la trama se centra en una pareja de jóvenes detectives quienes durante una investigación de un caso de homicidio se hallan a sí mismos en una siniestra realidad alterna.

## Filmografía

### Cine
| Año  | Título                              | Papel                               | Notas |
| ---- | ----------------------------------- | ----------------------------------- | ----- |
| 2020 | Shithouse                           | Jess                                |       |
| 2021 | La calle del terror (Parte 1): 1994 | Samantha "Sam" Fraser               |       |
| 2021 | La calle del terror (Parte 2): 1978 | Samantha "Sam" Fraser               |       |
| 2021 | La calle del terror (Parte 3): 1666 | Samantha "Sam" Fraser Hannah Miller |       |

### Televisión
| Año       | Título        | Papel                     | Notas                                   |
| --------- | ------------- | ------------------------- | --------------------------------------- |
| 2015-2016 | Modern Family | Olive                     | Dos episodios. Temporada 7, episodio 7. |
| 2016      | Agent Carter  | Agnes Cully (adolescente) | Temporada 2, episodio 4.                |
| 2019      | Unbelievable  | Amelia                    | Dos episodios. Miniserie.               |
| 2021      | Panic         | Heather Nill              |                                         |